# Lonchodytes
Lonchodytes — викопний вид птахів, що мешкав у кінці крейдяного періоду. Це був водний птах що мешкав по берегах Західного внутрішнього моря, що знаходилося на місці сучасних США. Скам'янілості знайдені у відкладеннях формування Lance Creek у штаті Вайомінг. Вид відносять до ряду Буревісникоподібні (Procellariiformes). Інколи вид відносять до предкової групи від якої походять гагари (Gaviiformes), буревісникоподібні Procellariiformes та пеліканоподібні (Pelecaniformes). Вид може не належати по роду Lonchodytes, а належати до ряду сивкоподібні (Charadriiformes).